# 美国土地用途研究中心

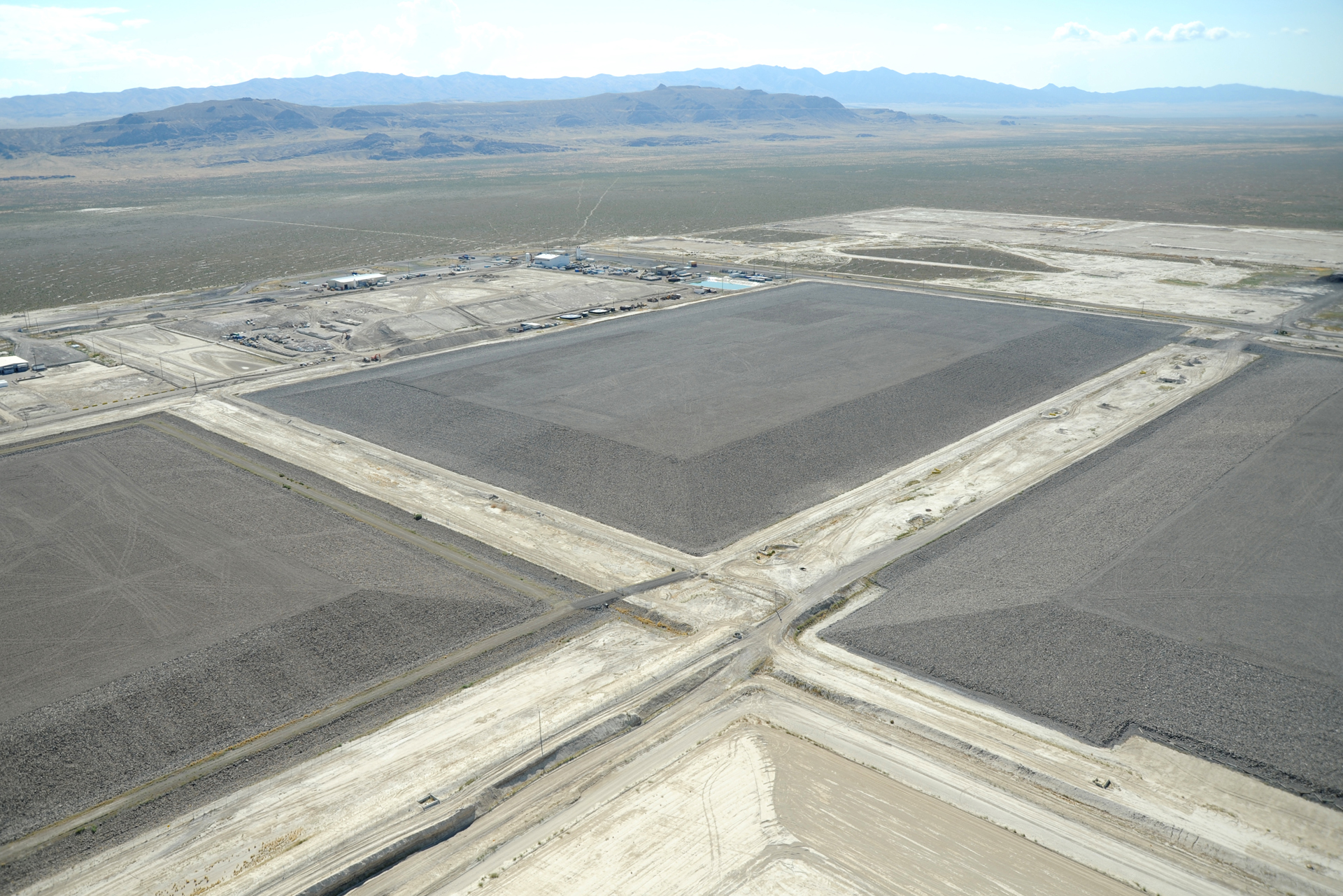
Clive disposal facility

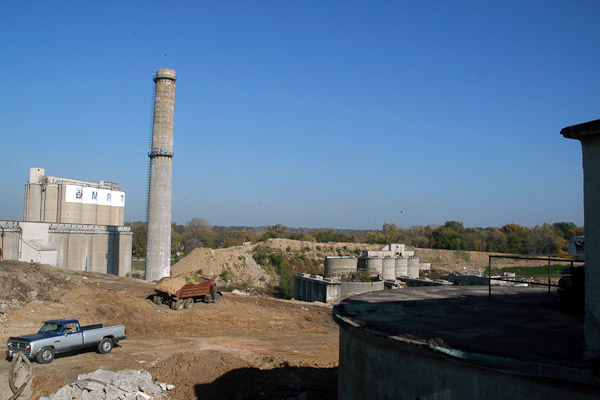
Cementland tower

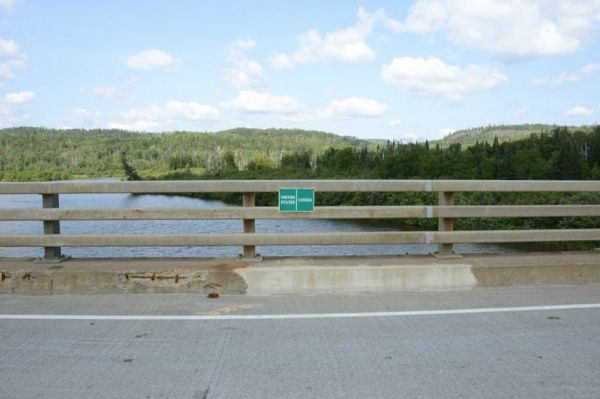
Grand Portage MN boundary line

美国土地用途研究中心（英語：The Center for Land Use Interpretation，英文简称：CLUI）是一家研究土地用途非营利性学术机构，1994年由马修·柯立芝（Matthew Coolidge）创办。总部位于美国加利福尼亚州洛杉矶Palms社区西部。美国土地用途研究中心采用的研究方式多种多样，曾组织相关展览、学术研究、实地考察，并维护一个数据库，以加强公众对人造景观的理解，以及人类与地球表面互动的程度和影响。

## 口号
“dedicated to the increase and diffusion of knowledge about how the nation's lands are apportioned, utilized, and perceived”（中文翻译：“致力于增进公众对如何分配、利用国家土地的了解”）

## 学术活动
美国土地用途研究中心曾多次组织包括课题组、展览、公众互动在内的多种形式的相关学术活动。美国土地用途研究中心的学术活动很多是关于美国的土地利用状况，包括与之相关的农业、能源、工业、采矿、交通、垃圾处理、水资源、商业、住房、娱乐、国防等领域的学术研究。
该组织曾在在美国举办有关土地利用的展览，展览地点选在其自有展览馆、博物馆、非商业和教育场所。其在全国范围内提供出版物、网络资源、旅游、讲座和其他公共项目。该中心的年度报告《Lay of the Land》同时发行印刷版和网络版。
美国土地用途研究中心的总部位于洛杉矶，并对公众开放。在美国其它城市也有分支机构，包括位于犹他州温多弗的原“温多弗空军基地”、1996年—2016年间开展的“艺术家住宅”项目、位于加利福尼亚州欣克利的“沙漠研究中心”
美国土地用途研究中心也是学术网站《美国土地博物馆（American Land Museum）》的牵头机构。美国土地博物馆是一个展览网站，该网站将美国各地分成了不同的解说区，它们共同构成了一幅生动的国家景观肖像。根据马修·柯立芝（Matthew Coolidge）的说法，“人造景观是一种文化铭文，可以帮助我们更好地了解我们是谁，我们在做什么。”
美国土地用途研究中心曾组织公众实地考察有趣和不寻常的土地使用地点。这在《Overlook: Exploring the Internal Fringes of America with the Center for Land Use Interpretation》（中文译名：《远眺：与美国土地用途研究中心一起探索美国内部的秘境》）一书中有所记载。

## 社会反响
美国土地用途研究中心既不是一个纯粹的环保组织，也不是一个纯粹的艺术家团体，其学术项目多样化、兼收并蓄的特征，目的在于让人们更加深入地审视“人类与地球表面的相互作用”。作家兼策展人露西·利帕德（Lucy Lippard）曾对美国土地用途研究中心评论道“在有限的工作空间里，展示了丰富多样的交叉学科的知识，包括：艺术、地理、历史、考古学和社会学”。
文化作家道格·哈维（Doug Harvey）对美国土地用途研究中心评论道：“关于人与自然交互的学术研究是难以归类的”。他对美国土地用途研究中心的项目，比如2008年的《消费展览》和巴士之旅评论道：“巧妙地注入了形式美和智慧……让人们在不知不觉中学习到了到了艺术史、当代理论、社会学和地缘政治等知识，了解了许多以前不了解的事情。
据《洛杉矶时报》的建筑评论家克里斯托弗·霍桑（Christopher Hawthorne）对美国土地用途研究中心的活动评论道：“以不同的形式讲述同一个故事：我们如何塑造和发现周围自然景观的价值，无论是通过石油勘探、建筑、绘制地图还是修建高速公路“。
美国土地用途研究中心特约作家尼古拉•特维利（Nicola Twilley）描述道：“先知先觉的学术机构……在这里，以前被忽视的领域不仅是可见的，而且可以简洁、易懂地了解更多与美国有关的地理知识”。

## 在线资源
美国土地用途研究中心通过其数据库，在网上提供了很多来自美国“知名或不知名的”土地使用网站的资源。该数据库编辑出版了很多由其职员拍摄的自有版权照片。亦通过美国土地用途研究中心旗下的《摩根·考尔斯档案馆》（英文原名：Morgan Cowles Archive）在线发布相关主题图片集，其中包括超过100,000张来自各地参与者拍摄的照片。《摩根·考尔斯档案馆》的主要赞助人包括摩根·考尔斯及他的家人和朋友。

## 外部連結
- 美国土地用途研究中心官网
- 美国土地用途研究中心土地用途数据库
- 摩根·考尔斯档案馆（Morgan Cowles Archive） （页面存档备份，存于）